# Oecophylla longinoda

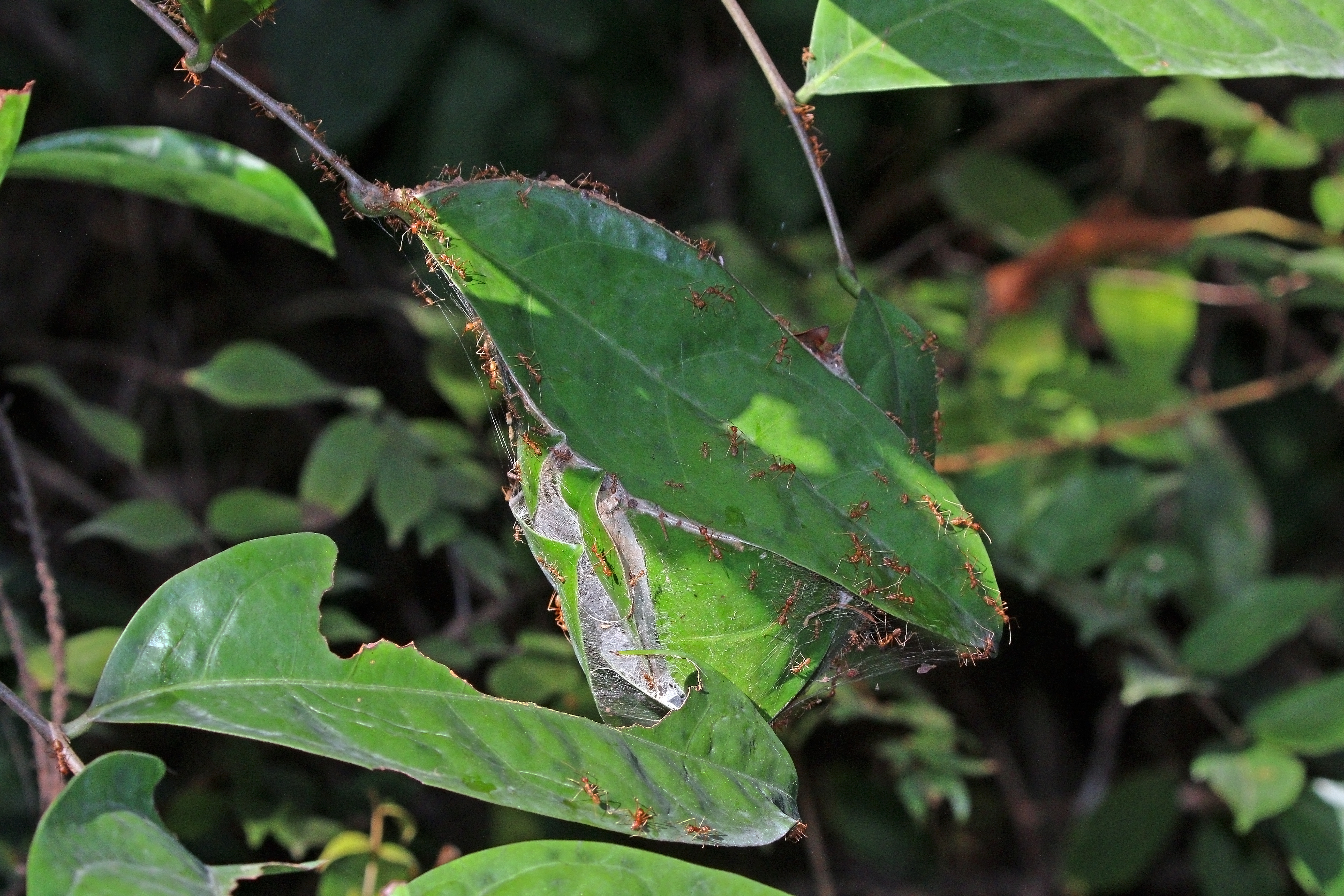
Nest in Ghana

Oecophylla longinoda (nume comun: furnică țesătoare) este o specie de furnică arboricolă găsită în regiunile împădurite din Africa tropicală. Este una dintre cele două specii existente ale genului Oecophylla, cealaltă fiind O. smaragdina. Ele fac cuiburi în copaci din frunze cusute împreună folosind mătasea produsă de larvele lor.

## Descriere
Lucrătorul este o furnică destul de mare, cu o lungime de 6 mm (0,24 in). Antenele au douăsprezece segmente, primul segment depășind în lungime pe al doilea și pe al treilea combinat. Clipeusul, în partea din față a capului, este mare și convex și depășește marginea exterioară a pieselor bucale. Mandibulele mari au dinți triunghiulari lungi care se încrucișează unul peste altul atunci când furnica este în repaus. Furnicile variază în culoare de la maro portocaliu la maro închis; toracele este imbrăcat în ventuze care le permit acestor furnici să se agațe de suprafețe cu o prindere fermă.

## Distribuție și habitat
Această furnică țesătoare este răspândită pe scară largă în pădurile tropicale din Africa sub-sahariană. Se găsește sus în frunziș și o colonie poate domina coroana unui copac sau se poate răspândi pe mai mulți copaci.

## Ciclul de viață
După zborul ei nupțial, o regină proaspăt împerecheată fondează o colonie într-o parte îndepărtată a baldachinului. La început, ea păzește ouăle și îngrijește ea însăși larvele în creștere, hrănindu-le din rezervele ei corporale și nu iese la hrană. Ea poate pierde 60% din greutatea corporală în această perioadă. Când au crescut pe deplin, larvele pupate, în cele din urmă apărând ca lucrători adulți la aproximativ treizeci de zile după depunerea ouălor. Muncitorii preiau acum construirea cuiburilor și îngrijirea puilor, iar regina se dedică depunerii ouălor, producând câteva sute pe zi.

## Ecologie
O colonie de furnici țesătoare este formată dintr-un număr mare de cuiburi între care furnicile se mișcă în voie. Cuiburile sunt realizate prin legarea frunzelor împreună cu mătasea produsă de larvele din stadiul final. Regina locuiește într-unul dintre aceste cuiburi, în timp ce celelalte sunt folosite de furnicile lucrătoare pentru a trăi și a îngriji puietul. Furnicile ocupă un teritoriu tridimensional în vârfurile copacilor, alungând agresiv alte furnici ale lor sau ale altor specii și creând, de obicei, un „teritoriu fără furnici” unde teritoriul se învecinează cu cel al unei alte colonii. Sunt prădători voraci, care caută hrană pe pământ, precum și în copaci pentru insecte și alte artropode și cooperează unul cu celălalt pentru a aborda prada mare. De asemenea, se hrănesc cu miere produsă de păduchi țestoși, iar furnicile întrețin turme de păduchi țestoși în acest scop.
O. longinoda este un inamic natural al insectei de cocos (Pseudotheraptus wayi), un dăunător care a cauzat pierderea  a până la 67% din recolta de cocos din Tanzania. Furnica țesătoare concurează cu alte specii de furnici care trăiesc printre palmierii de cocos și este uneori înlocuită de Pheidole megacephala de la sol. Cu toate acestea, furnica țesătoare este considerabil mai eficientă ca agent de control biologic al dăunătorilor, iar momelile sunt folosite pentru a controla selectiv P. megacephala, permițând furnicilor țesătoare să înflorească și să controleze gândacii de cocos.